# هنري كروجر
هنري كروجر هو سياسي كندي، ولد في 28 مارس 1917 بموسكو في روسيا، وتوفي في 17 سبتمبر 1987. حزبياً، نشط في الرابطة التقدمية المحافظة في ألبرتا ‏. وقد انتخب عضو الجمعية التشريعية ألبرتا.